# Niebo (George Herbert)
Niebo (ang. Heaven) – wiersz angielskiego poety George’a Herberta (1593–1633), czołowego przedstawiciela poezji metafizycznej siedemnastego wieku.

## Charakterystyka ogólna
Omawiany wiersz składa się z dwudziestu wersów i należy do najkunsztowniejszych utworów napisanych kiedykolwiek po angielsku. Podobnie jak całość dzieła poetyckiego George'a Herberta, porusza problematykę religijną.
 :::O who will show me those delights on high?
 :::Echo.         I.
 :::Thou Echo, thou art mortall, all men know.
 :::Echo.         No.
 :::Wert thou not born among the trees and leaves?
 :::Echo.         Leaves.
 :::And are there any leaves, that still abide?
 :::Echo.         Bide.
 :::What leaves are they? impart the matter wholly.
 :::Echo.         Holy.

## Forma
Liryk realizuje model bardzo trudnego w praktycznej realizacji wiersza echowego. Wersy nieparzyste są jambiczne pięciostopowe, zaś parzyste jednozgłoskowe.
 :::Are holy leaves the Echo then of blisse?
 :::Echo.         Yes.
 :::Then tell me, what is that supreme delight?
 :::Echo.         Light.
 :::Light to the minde : what shall the will enjoy?
 :::Echo.         Joy.

## Treść
Wiersz jest rozmową podmiotu lirycznego z echem. Poeta próbuje się dowiedzieć czegoś o niebie i otrzymuje odpowiedź, że nagroda dla świątobliwych ludzi jest wieczna.
 :::But are there cares and businesse with the pleasure?
 :::Echo.         Leisure.
 :::Light, joy, and leisure ; but shall they persever?
 :::Echo.         Ever.
Dokładniej wiersz Herberta zanalizowała Inge Leimberg.

## Przekłady
Omawiany utwór przekładali na język polski Stanisław Barańczak i Wiktor Jarosław Darasz.